# ID4me
ID4me ist eine internationale Vereinigung ohne Gewinnerzielungsabsicht nach belgischem Recht (association internationale sans but lucratif AISBL), die es sich zum Ziel gesetzt hat, ein offenes, föderiertes Protokoll für das Managen von digitalen Identitäten im Internet zu etablieren.
ID4me steht für ein offenes Internet durch einen globalen, offenen, föderierten, sicheren und datenschutzfreundlichen Single-Sign-on-Standard, der die geltenden Datenschutz- und Sicherheitsstandards vollständig einhält.
ID4me nutzt Domains und das Domain Name System (DNS) als Basis für elektronische Identitäten und kombiniert es mit den bewährten OpenID-Connect- und OAuth-Standards.

## Gründung
Die Gründungsmitglieder von ID4me sind die 1&1 Ionos SE, die DENIC eG und die Open-Xchange AG. Seit dem Start der Initiative Anfang 2018 haben sich weitere Mitglieder und Unterstützer der Initiative angeschlossen. Branchenverbände wie der eco – Verband der Internetwirtschaft, die Domain Name Association oder die Internet Infrastructure Coalition (i2Coalition) unterstützen die ID4me-Initiative. Aber auch weitere Unternehmen und Institutionen haben sich in der Zwischenzeit der Initiative angeschlossen: DigiCert, GoDaddy, Minds + Machines Group Limited, Nominet, .berlin, Univention, InterNetX, United-domains, rankingCoach, Mailbox.org und weitere.

## Geschäftsführung und Vorstand
Vorstandsvorsitzender ist Andreas Gauger, zum Vorstand gehören auch Thomas Keller, Rafael Laguna, Jörg Schweiger und Tobias Zatti. Geschäftsführer des Verbandes ist Katja Speck.

## Kompetenzgruppen
Die ID4me unterhält derzeit 4 Kompetenzgruppen:
- Adoption[5] – Die Kompetenzgruppe Adoption kümmert sich um das Marketing, soll die Bekanntheit der Initiative erhöhen und weitere Login Partner und Identity Agents gewinnen.
- Community[6] – Die Kompetenzgruppe Community arbeitet eng mit der Kompetenzgruppe Adoption zusammen und sieht ihren Schwerpunkt in der Vernetzung mit Communities wie WordPress, Joomla, Typo3 und vielen weiteren Open-Source-Projekten. Ziel der Gruppe ist es, die Zusammenarbeit zu verbessern und die Kommunikation zwischen den Communities und den einzelnen Entwicklern aufzubauen, um im Sinne von Open Source einen möglichst einfachen Zugang zur ID4me-Technologie zu ermöglichen.
- Technical[7] - Die technische Kompetenzgruppe kümmert sich um die technischen Einzelheiten der ID4me-Technologie, arbeitet mit anderen einschlägigen Normierungsgremien zusammen (OpenID-Foundation OIDF, Internet Engineering Task Force IETF) und unterhält eine frei zugängliche Sammlung mit technischen Vorschriften, nützlichen Leitfäden und Referenzimplementierungen für interessierte Kreise (Registries, Registrars, Webshops).
- Governance[8] - Die Governance-Kompetenzgruppe befasst sich mit der Steuerung und künftigen Entwicklung des ID4me-Systems. Auch wenn ID4me ein offener Standard ist, den jeder einsetzen kann, soll  dennoch die Informationssicherheit gefördert und eine Best practice entwickelt werden, auch im Hinblick auf die mögliche Einführung eines Gütesiegels. Hinsichtlich der Systemanforderungen arbeitet die Governance-Gruppe mit der technischen Kompetenzgruppe zusammen.

## Login with ID4me
Zum CloudFest 2018 in Rust stellt ID4me seinen Login with ID4me vor. Die Vorteile für den Nutzer sollen folgende sein: Man erhält eine ID für alles, anstatt sich viele verschiedene Benutzernamen und Passwörter merken zu müssen. Dadurch wird die Sicherheit erhöht, da kein Recycling von Passwörtern stattfindet. Der Nutzer behält die Kontrolle darüber, wem er Zugriff auf seine Daten gibt und kann die Einwilligung jederzeit widerrufen. Aktivitäten, wie Nutzerverhalten oder die Nutzung bestimmter Online-Services, werden weder protokolliert und analysiert noch an Dritte weitergegeben. Zudem können Nutzer jederzeit ihren Identitätsprovider wechseln, mit der Authentifizierung also auch einen anderen Anbieter verwenden.